# Sar Kahzā
Sar Kahzā (persiska: Sar Kahrīzā, سر کهزا, سر كهريزا) är en ort i Iran.   Den ligger i provinsen Golestan, i den norra delen av landet, 400 km öster om huvudstaden Teheran. Sar Kahzā ligger 165 meter över havet och antalet invånare är 295.
Terrängen runt Sar Kahzā är varierad. Runt Sar Kahzā är det ganska tätbefolkat, med 60 invånare per kvadratkilometer. Närmaste större samhälle är Āzādshahr, 3,8 km väster om Sar Kahzā. Trakten runt Sar Kahzā består till största delen av jordbruksmark.